# اورچاردز (واشینگتن)
اورچاردز (به انگلیسی: Orchards) یک منطقهٔ مسکونی در ایالات متحده آمریکا است که در شهرستان کلارک، واشینگتن واقع شده‌است. اورچاردز ۱۴٫۰ کیلومتر مربع مساحت و ۱۹٬۵۵۶ نفر جمعیت دارد و ۶۹ متر بالاتر از سطح دریا واقع شده‌است.